# Corinne Zago-Esquirol
Corinne Zago-Esquirol, née le 22 décembre 1971 à Mont-de-Marsan, est une joueuse française de basket-ball évoluant au poste d'ailière.

## Palmarès

### Club
Compétitions internationales
- Vainqueur de la Coupe Ronchetti en 1996 avec le Tarbes Gespe Bigorre

### Sélection nationale
Championnat du monde
- 9e du Championnat du monde 1994 en Australie

Championnat d'Europe
- Médaille d'argent du Championnat d'Europe 1993 en Italie
- 11e du Championnat d'Europe 1995 en République tchèque

Goodwill Games
- Médaille d'argent aux Goodwill Games de 1994 à Saint-Pétersbourg

Jeux méditerranéens
- 5e des Jeux méditerranéens de 1993 en France

Autres
- Début en Équipe de France le 28 décembre 1990 à Madrid contre l'Équipe d'Espagne
- Dernière sélection le 26 mai 1996 à Angers contre l'Équipe de République tchèque[3].